# Illawarra wisharti
Pour les articles homonymes, voir Illawarra (homonymie).
Genre
Espèce
Illawarra wisharti est une espèce d'araignées mygalomorphes de la famille des Atracidae et unique représentante du genre Illawarra.

## Distribution
Cette espèce est endémique de Nouvelle-Galles du Sud en Australie. Elle se rencontre dans la région d'Illawarra.

## Description
La carapace du mâle holotype mesure 7,54 mm de long sur 6,75 mm et l'abdomen 7,88 mm de long sur 5,90 mm et la carapace de la femelle paratype mesure 8,12 mm de long sur 6,72 mm et l'abdomen 9,79 mm de long sur 7,48 mm.

## Étymologie
Cette espèce est nommée en l'honneur de Graeme Wishart.

## Publication originale
- Gray, 2010 : A revision of the Australian funnel-web spiders (Hexathelidae: Atracinae). Records of the Australian Museum, vol. 62, p. 285-392 (texte intégral).